# ایوا اکسون
ایوا اِکسون (انگلیسی: Eva Åkesson؛ زادهٔ ۳۰ دسامبر ۱۹۶۱ در انگلهولم) استاد فیزیک‌شیمی سوئدی است که رئیس دانشگاه اوپسالا است. پیش از انتصاب این مقام او در دانشگاه لوند، معاون بود.
اکسون در تاریخ ۱۶ دسامبر ۲۰۱۱ به عنوان رئیس دانشگاه معرفی شد.